# Jatipurwo (Rowosari)
Jatipurwo is een bestuurslaag in het regentschap Kendal van de provincie Midden-Java, Indonesië. Jatipurwo telt 2980 inwoners (volkstelling 2010).